# Фуа (замок)
За́мок Фуа́ (фр. Le château de Foix) — французский замок знаменитых в Средние века графов Фуа, возвышающийся над городом Фуа в Пиренеях. Важный туристический объект.

## История
История замка начинается в 987 году. В 1002 году замок фигурирует в завещании Рожера Первого, графа Каркасонского, который оставил крепость своему младшему сыну Бернарду. С 1034 году замок становится административным центром графства Фуа и играет существенную роль в военной истории Средневековья.
Город Фуа известен на весь Арьеж как столица движения катаров. Последующие два века замок был резиденцией графов, ставших лидерами окситанского сопротивления во время Альбигойского крестового похода.
Многократно осаждаемый замок был взят за свою историю всего лишь раз, в 1486 году, из-за измены (во время войны между двумя ветвями семьи Фуа). Начиная с 1479 года, графы Фуа становятся королями Наварры, а последний из них, Генрих IV — королём Франции в августе 1589 года (коронован в феврале 1594 года в Шартре). Он присоединил пиренейские земли к Франции. Замок являлся резиденцией губернатора региона Фуа с XV века и продолжал защищать рубежи региона, в том числе во время религиозных войн.
До Революции в замке базировался гарнизон. Губернаторами были граф Тревиль, известный по «Трём мушкетёрам», и маршал Сегюр, министр при Людовике XVI.

## Музей департамента Арьеж
С 1930 года в замке расположен музей департамента Арьеж. Секции доисторической, галло-романской и средневековой археологии рассказывают об истории Арьежа с древних времен.